# Кокбург (Пенсільванія)
Кокбург (англ. Cokeburg) — місто (англ. borough) в США, в окрузі Вашингтон штату Пенсільванія. Населення — 629 осіб (2020).

## Географія
Кокбург розташований за координатами 40°6′0″ пн. ш. 80°3′56″ зх. д. / 40.10000° пн. ш. 80.06556° зх. д. (40.099954, -80.065513).  За даними Бюро перепису населення США в 2010 році місто мало площу 0,91 км², уся площа — суходіл.

## Демографія
Згідно з переписом 2010 року, у селищі мешкало 630 осіб у 285 домогосподарствах у складі 183 родин. Густота населення становила 692 особи/км².  Було 332 помешкання (365/км²).
Расовий склад населення:
| - 97,0 % — білих - 1,0 % — чорних або афроамериканців - 0,5 % — азіатів |

До двох чи більше рас належало 1,4 %. Частка іспаномовних становила 0,3 % від усіх жителів.
За віковим діапазоном населення розподілялося таким чином: 20,5 % — особи молодші 18 років, 57,9 % — особи у віці 18—64 років, 21,6 % — особи у віці 65 років та старші. Медіана віку мешканця становила 41,8 року. На 100 осіб жіночої статі у селищі припадало 79,0 чоловіків;  на 100 жінок у віці від 18 років та старших — 79,6 чоловіків також старших 18 років.
Середній дохід на одне домашнє господарство  становив 49 089 доларів США (медіана — 33 500), а середній дохід на одну сім'ю — 62 840 доларів (медіана — 48 125). Медіана доходів становила 42 813 долари для чоловіків та 31 136 доларів для жінок. За межею бідності перебувало 23,3 % осіб, у тому числі 60,0 % дітей у віці до 18 років та 11,0 % осіб у віці 65 років та старших.
Цивільне працевлаштоване населення становило 281 особа. Основні галузі зайнятості: освіта, охорона здоров'я та соціальна допомога — 17,4 %, роздрібна торгівля — 14,9 %, мистецтво, розваги та відпочинок — 14,2 %.